# Résolution 388 du Conseil de sécurité des Nations unies
 (mars 2025).
Si vous disposez d'ouvrages ou d'articles de référence ou si vous connaissez des sites web de qualité traitant du thème abordé ici, merci de compléter l'article en donnant les références utiles à sa vérifiabilité et en les liant à la section « Notes et références ».
Membres permanents
- Chine
- États-Unis
- France
- Royaume-Uni
- URSS

Membres non permanents
- Bénin
- Guyana
- Italie
- Japon
- Libye
- Pakistan
- Panama
- Roumanie
- Suède
- Tanzanie

Résolution no 387 Résolution no 389
La résolution 388 du Conseil de sécurité des Nations unies, adoptée à l'unanimité le 6 avril 1976, réaffirme les résolutions précédentes sur le sujet, y compris la conclusion selon laquelle la situation en Rhodésie constitue une menace pour la paix et la sécurité internationales. Le Conseil décide d'élargir son régime de sanctions.
La résolution précise également que tous les États membres prendront des mesures pour garantir que les noms commerciaux et les accords de franchise originaires de leurs territoires ne seront pas utilisés au profit de la Rhodésie, et exhorte les États qui ne sont pas membres de l'ONU à agir conformément aux dispositions de la cette résolution.